# (6420) Riheijyaya
(6420) Riheijyaya (1993 XG1) – planetoida z pasa głównego asteroid okrążająca Słońce w ciągu 5,18 lat w średniej odległości 2,99 j.a. Odkryta 14 grudnia 1993 roku.